# Chonemorpha mollis
Chonemorpha mollis är en oleanderväxtart som beskrevs av Friedrich Anton Wilhelm Miquel. Chonemorpha mollis ingår i släktet Chonemorpha och familjen oleanderväxter. Inga underarter finns listade i Catalogue of Life.